# الاتحاد الدولي للبنوك

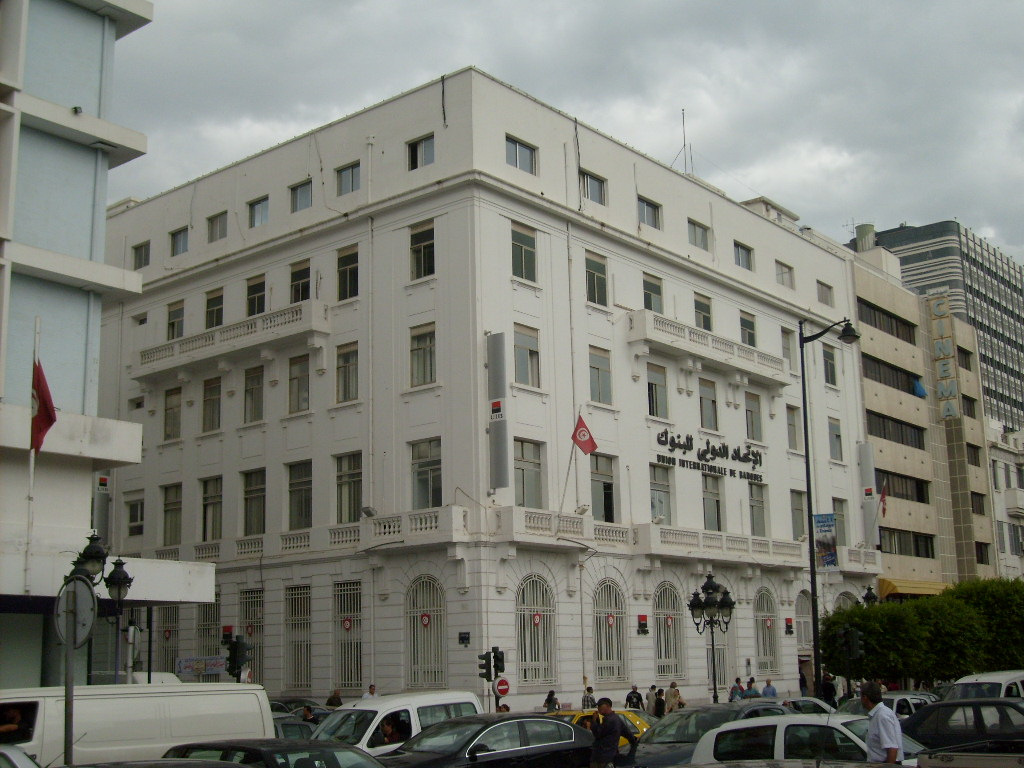
مقر البنك.

الاتحاد الدولي للبنوك (بالفرنسية: Union Internationale de Banques)‏ هو مصرف تجاري تونسي خاص، تأسس عام 1963 باتحاد القرض الليوني (بالفرنسية: Crédit Lyonnais)‏ الفرنسي والشركة الفرنسية التونسية للبنك والقرض (بالفرنسية: Société Franco-Tunisienne de Banque et de Crédit)‏. تحصلت مجموعة الشركة العامة (بالفرنسية: Société Générale)‏ المصرفية الفرنسية على 52% من رأس مال البنك في نوفمبر 2002.